# Південно-Східна Азія

Південно-Східна Азія пофарбована зеленим кольором

Південно-Східна Азія — південно-східна частина Азії, яка включає країни на південь від Китаю і на схід від Індії. Розташована в зоні підвищеної сейсмічної й вулканічної активності.
Південно-Східна Азія поділяється на два географічні регіони: Азійський материковий та острівний. Вона зазнала сильного культурного впливу сусідніх Китаю та Індії.
Азійський материковий регіон цієї частини світу є майже повністю буддистським. В острівному регіоні сповідують також християнство (Філіппіни) та іслам (Індонезія).

## Країни
| Держава       | Площа (км²) | Населення (2014) | Щільність (осіб/км²) | ВВП (номінал), USD (2014) | ВВП (номінал) на душу населення, USD (2014) | ІРЛП (2013) | Столиця             |
| ------------- | ----------- | ---------------- | -------------------- | ------------------------- | ------------------------------------------- | ----------- | ------------------- |
| Бруней        | 5765        | 453 000          | 78                   | 17 105 000 000            | 37 759                                      | 0,852       | Бандар-Сері-Бегаван |
| Камбоджа      | 181 035     | 15 561 000       | 85                   | 17 291 000 000            | 1111                                        | 0,584       | Пномпень            |
| Східний Тимор | 14 874      | 1 172 000        | 75                   | 4 382 000 000             | 3739                                        | 0,620       | Ділі                |
| Індонезія     | 1 904 569   | 251 490 000      | 132                  | 1 187 962 000 000         | 4723                                        | 0,684       | Джакарта            |
| Лаос          | 236 800     | 6 557 000        | 30                   | 11 206 000 000            | 1709                                        | 0,569       | В'єнтьян            |
| Малайзія      | 329 847     | 30 034 000       | 91                   | 367 712 000 000           | 12 243                                      | 0,773       | Куала-Лумпур        |
| М'янма        | 676 000     | 66 257 000       | 98                   | 63 881 000 000            | 964                                         | 0,524       | Найп'їдо            |
| Філіппіни     | 342 353     | 101 649 000      | 338                  | 278 260 000 000           | 2737                                        | 0,660       | Маніла              |
| Сінгапур      | 724         | 5 554 000        | 7671                 | 289 086 000 000           | 52 049                                      | 0,901       | Сінгапур            |
| Таїланд       | 513 120     | 65 236 000       | 127                  | 437 344 000 000           | 6703                                        | 0,722       | Бангкок             |
| В'єтнам       | 331 210     | 92 571 000       | 279                  | 165 036 000 000           | 1782                                        | 0,638       | Ханой               |